# Dietylstilbestrol
Dietylstilbestrol (alternativa namn innefattar stilbestrol, synestrin, estroben, med mera), förkortat DES, är ett xenoöstrogen som inte är en steroid. Det användes förr kliniskt för människor och djur, men är cancerogent. Det verkar genom att binda till östrogenreceptorerna, till östrogenrelaterad receptor gamma och östrogenrelaterad receptor beta, samt till delta-opioidreceptorer.
DES syntetiserades 1938, och Hoffmann-La Roche i USA tog år 1947 patent på DES, som ett komplement till kvinnans naturliga östrogen. Det användes inledningsvis bland annat för att förhindra missfall och för tidig födsel och var vanligt under 1950- och 1960-talen, samt för att öka tillväxten på slaktdjur. DES slutade användas i dessa syften efter att man under tidigt 1970-tal fann att det orsakade bröstcancer hos mödrarna, och  gynekologisk cancer hos de kvinnor, samt kryptorkism och förminskade testiklar (testikulär hypoplasi) för de män som exponerats för DES under fostertiden, vilket också ledde till försämrad fertilitet för båda könen. Risken för bröstcancer har sedermera visat sig också föreligga hos dem som under fostertiden exponerats för DES. Det har därefter använts som hormonbehandling vid klimakteriet samt vid prostatacancer för att minska testosteronproduktionen.
DES inaktiveras i levern och utsöndras med urin och avföring huvudsakligen i form av glukuronid. Nötdjur utsöndrar dock DES tämligen oförändrat. När DES, vanligen genom avlopp och utsöndring från människor och djur, når jordlagret antas den vara tämligen immobil. Den kan också upplagras i jorden genom att färdas med vatten och sedan ansamlas i jordlagren runt vattnet. Det har sedan 1950-talet varit känt att det tas upp av växter, varmed användning av DES inom jordbruk eller som läkemedel till människan får konsekvenser i många generationer av näringskedjan, och den sålunda fortsätter vara hormonstörande och cancerogen också i låga doser. Överföringen till nästkommande generationer tycks dessutom vara genetisk och epigenetisk.